# Starck AS-37
Le Starck AS-37 est un avion de tourisme conçu en France en 1976 par l'ingénieur aéronautique français André Starck. C'est un biplan biplace, doté d'ailes et d'une propulsion non conventionnelles. Bien que trois exemplaires aient été construits et que plus de vingt ensembles de plans aient été vendus pour la construction amateur, aucun AS-37 ne vole plus de nos jours.